# Paul London & Brian Kendrick
Paul London & Brian Kendrick es un tag team de lucha libre profesional famoso por su trabajo en la World Wrestling Entertainment, compuesto por Paul London y Brian Kendrick, ambos estudiantes de la Texas Wrestling Academy de Shawn Michaels. El dúo nunca tuvo un nombre oficial, aunque en 2006 Kendrick y London propusieron el nombre de equipo "The Hooliganz", siendo rechazado por la dirección de la WWE.
Además de su carrera en la WWE, London y Kendrick han realizado apariciones esporádicas en varias empresas independientes.

## Historia
Antes de hacer equipo en la marca de la World Wrestling Entertainment SmackDown!, Kendrick y London fueron estudiantes de la Texas Wrestling Academy, bajo el tutelaje de Rudy Boy González. Tras eso de eso fueron a Ring of Honor, donde compitieron ocasionalmente entre sí.

### World Wrestling Entertainment (2002-2008)

#### 2002-2006
En 2002, Kendrick fue contratado por la World Wrestling Entertainment bajo el nombre de "Spanky" y, en julio de 2003, London se unió a él. Una vez juntos en la empresa y ambos en SmackDown!, empezaron a hacer equipo juntos. Tras derrotar a varios equipos en Velocity, Kendrick dejó la compañía en febrero de 2004.
Kendrick volvió en 2005, usando su nombre real y en septiembre de 2005 London y Kendrick reformaron su viejo tag team. Entraban con camisetas, botas altas, pantalones cortos y máscaras de teatro, esprintando hacia el ring y realizando acrobacias al entrar. El 6 de enero de 2006 respondieron a un desafío de Simon Dean, solo para ser atacados por los debutantes Gymini, los nuevos guardaespaldas de Dean. Después del ataque, entraron en un corto feudo con ellos, perdiendo London y Kendrick todos los combates. 
Posteriormente, denotaron querer conseguir el Campeonato en Parejas de la WWE, perdiendo luego en una pelea no titular contra los campeones MNM (Johnny Nitro & Joey Mercury) el 10 de febrero de 2006. El 10 de abril, también en SmackDown!, London y Kendrick les derrotaron en otro combate no titular. London y Kendrick siguieron su racha de victorias, destrozando innumerables equipos en combates titulares y no titulares. Tras ganar en luchas individuales contra Nitro y Mercury, compitieron finalmente por los Campeonatos en Judgement Day, donde London & Kendrick salieron victoriosos, consiguiendo los títulos.
Su primer feudo alrededor de los títulos fue contra K.C. James & Idol Stevens, contra los que London & Kendrick perdieron un combate no titular. Entonces, Ashley Massaro comenzó a acompañar a Londrick al ring, actuando como valet y combatiendo contra la acompañante de James & Idol, Michelle McCool. Luego, en The Great American Bash, Kendrick & London retuvieron con éxito el título ante The Pitbulls (Kid Kash & Jamie Noble) y, en No Mercy, ante K.C. James & Idol Stevens.
El 14 de octubre de 2006 se convirtieron en los Campeones en Parejas con el reinado más largo de todos los tiempos, superando a MNM por 145 días. Luego comenzaron un feudo con William Regal & Dave Taylor, sufriendo derrotas individuales ante Regal, así como una derrota por equipos no titular el 8 de diciembre en SmackDown!. El combate programado entre los dos equipos en Armageddon fue cambiado a un Four-Way Ladder Match, incluyendo a Hardy Boys (Matt & Jeff) y MNM. En el combate London y Kendrick fueron capaces de defender sus títulos. Tras ello, el equipo derrotó a William Regal & Dave Taylor en otro combate de revancha.

#### 2007-2008
El 16 de febrero en SmackDown, el manager general Theodore Long programó otro Ladder Match entre London & Kendrick, MNM, Hardy Boyz y William Regal & Dave Taylor en No Way Out, pero WWE.com anunció que el combate había sido cambiado a un Tag Team Match entre Hardy Boyz & Chris Benoit contra MNM & MVP, mientras Londrick hacía frente al debutante equipo Deuce 'n Domino (Jimmy "Deuce" Reiher, Jr. & Cliff "Domino" Compton) en otro combate, en el que retuvieron los títulos. El reinado como campeones llegó a su fin cuando fueron derrotados por Deuce 'n Domino en un combate titular el 20 de abril de 2007, en SmackDown!. Durante la lucha London se lesionó (kayfabe), ocasionando que Kendrick tuviese que defender solo el título; a pesar de su esfuerzo, Deuce y Domino ganaron el combate. London volvió en la edición de SmackDown! del 11 de mayo, derrotando a Domino. London y Kendrick intentaron recuperar los títulos en una Triple Threat Tag Team Match junto con William Regal & Dave Taylor y luego en un Tag Team Match, pero no lo consiguieron. En agosto, Londrick fue derrotado por Lance Cade & Trevor Murdoch en un dark match de SummerSlam.
London y Kendrick fueron drafteados a RAW en el primer sorteo del Supplementary Draft el 17 de junio de 2007. Su primer combate allí fue contra The World's Greatest Tag Team (Shelton Benjamin & Charlie Haas), combate que ganaron después de que Kendrick cubriese a Haas con su "Slice Bread #2". El 3 de septiembre volvieron a ganar contra ellos para enfrentarse en Unforgiven a los campeones por parejas, Lance Cade & Trevor Murdoch. Aunque perdieron el combate, ganaron el título en un house show, y volvieron a perderlo tres días más tarde. Luego, en No Mercy, London, Kendrick & Jeff Hardy perdieron ante Cade, Murdoch & Mr. Kennedy.
Cerca del final de 2007, London sufrió una lesión que le impidió pelear, y Kendrick fue usado como jobber por Mr. Kennedy & Umaga. Finalmente, London volvió y perdió un combate contra Santino Marella & Carlito. No fue hasta el 17 de marzo en RAW cuando el equipo volvió a formarse, luchando duramente contra Umaga pero perdiendo después de que Kendrick huyese del ring. En la edición de RAW del 31 de marzo aparecieron siendo entrevistados por Jim Ross, diciendo que habían salvado sus diferencias y ganaron un combate contra los Campeones por Parejas Hardcore Holly & Cody Rhodes. Sin embargo, el 14 de abril perdieron otra vez contra Carlito & Marella. Después de ello compitieron esporádicamente en RAW, derrotando a varios equipos, como Lance Cade & Trevor Murdoch y consiguiendo una oportunidad por los Campeonatos en Parejas contra Rhodes & Holly. Sin embargo, perdieron el combate después de que Holly cubriese a London con el "Alabama Slam".
El equipo llegó a su fin en junio de 2008, cuando Kendrick fue drafteado a SmackDown! como parte del Supplementary Draft, mientras que London permaneció en RAW.

### Circuito independiente (2010-2014)
A partir de 2010, el equipo realizó reuniones ocasionales en el circuito independiente. El 30 de enero de 2010, Paul London apareció en el evento de Pro Wrestling Guerrilla para salvar a Brian Kendrick, que había sido traicionado por los Campeones por Parejas de la PWG Generation Me (Jeremy & Max). Esa misma noche, London y Kendrick derrotaron a Generation Me en un combate no titular, siendo éste su primer combate juntos en mucho tiempo.
El 27 de marzo, London y Kendrick hicieron una aparición en Dragon Gate USA, donde Kendrick se hallaba compitiendo. El dúo formó equipo por poco tiempo, ya que perdieron un Pinfall Loser Leaves Company match contra Jimmy Jacobs & Jack Evans y como consecuencia Kendrick tuvo que dejar la empresa.
Luego, el 22 de mayo, London y Kendrick volvieron a hacer equipo, participando en Big Time Wrestling y volviendo a derrotar a Generation Me. En Match One Wrestling, Kendrick y London se enfrentaron a The Rocknes Monsters (Johnny Goodtime & Johnny Yuma) por los Campeonatos en Parejas de la M1W, pero perdieron.
En julio de 2011, Kendrick y London aparecieron en Extreme Air Wrestling, haciendo equipo con Reby Sky para derrotar a Wrestling's Greatest Tag Team (Charlie Haas & Shelton Benjamin) & Miss Jackie. Días más tarde, el dúo se aliaría con El Hijo de Rey Misterio para enfrentarse exitosamente a Carta Brava Jr., Juventud Guerrera & Mr. Águila.
Se reunieron una vez más el 4 de octubre de 2012, en el primer PPV de Family Wrestling Entertainment, Back 2 Brooklyn. Ellos, junto con Jay Lethal, derrotaron al equipo de The Young Bucks y Petey Williams. London y Kendrick derrotaron a The Young Bucks cuando volvieron a luchar el 6 de octubre de 2012, en el primer show de House of Hardcore. El 23 de junio de 2013, London y Kendrick fueron derrotados por The Young Buck en House of Hardcore 2. El 9 de agosto de 2013, London y Kendrick se reunieron para el evento PWG TEN: Protect Ya Neck, pero fueron derrotados por Chuck Taylor y Johnny Gargano.
En 2014, London y Kendrick viajaron a Escocia para competir por Insane Championship Wrestling. El 15 de octubre, la pareja ganó el Campeonato de Parejas de ICW al derrotar a The New Age Kliq ( BT Gunn y Chris Renfrew) en Helter Skelter. El 2 de noviembre de 2014, perdieron el título ante Polo Promotions (Mark Coffey y Jackie Polo) en Glasgow, Escocia. En diciembre de 2014, Kendrick regresó a la WWE , separándose así de Londres.

## En lucha

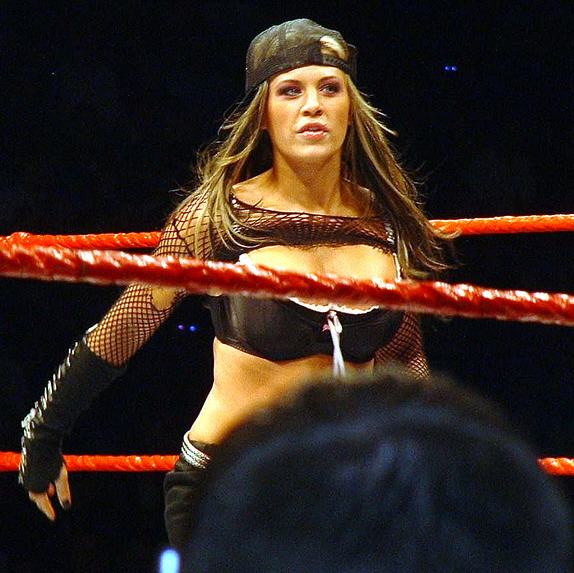
Ashley Massaro, antigua valet del equipo.

- Movimientos finales
  - Get Well Soon[1] (Combinación de reverse STO de Kendrick y jumping enzuigiri de London)
  - Aided shooting star press precedido de Sliced Bread #2 (Springboard backflip three-quarter facelock falling inverted DDT) de Kendrick, a veces con Kendrick realizando una dropkick a otro oponente[63]
  - Combinación de sitout powerbomb de London y Sliced Bread #2 (Springboard backflip three-quarter facelock falling inverted DDT) de Kendrick[64]
  - Combinación de backflip dropkick de London y sunset flip roll-up de Kendrick[65] - 2006

- Movimientos de firma
  - Poetry in motion[66]
  - Assisted standing moonsault[1]
  - Aided single person double dropkick[67][66]
  - Combinación de drop toehold de London y running jumping elbow drop de Kendrick[68]
  - Combinación de inverted suplex slam de London y neck snap de Kendrick[69]
  - Combinación de front facelock de London y slingshot sunset flip roll-up de Kendrick[70]
  - Combinación de backflip dropkick de London y crucifix pin de Kendrick[67]
  - Combinación de arm twists alternos y diving double axe handle elbow drop de London, diving elbow drop de Kendrick y diving double foot stomp de London[71][69][72][73]
  - Double Irish whip contra las cuerdas seguido de double Japanese arm drag, seguido de double kip-up y finalizado con double football kick a la espalda del oponente[74][68][71][75][69]
  - Hip toss de London o Kendrick lanzando al otro contra el oponente en un aided somersault senton[67]
  - Double roundhouse kick al pecho y a la espalda un oponente sentado[66]
  - Double back elbow después de un double Irish whip contra las cuerdas
  - Simultáneas planchas desde lados opuestos del ring[76][63]
  - Simultáneas diving planchas[67]
  - Double suicide dive[64]
  - Double over the top rope suicide dive[72][73]
  - Aided over the top rope suicide dive[75]
  - Aided diving crossbody[65]
  - Double hip toss[67][77][66]
  - Double vertical suplex[78]
  - Double superkick[1][75][69]
  - Double back body drop[68]
  - Double dropkick[68][71][69][73]
  - Double clothesline
  - Double flapjack[69]

- Managers
  - Ashley Massaro

- Apodos
  - "Londrick"[76][79]
  - "The Two-Man Kubrick Movie"[80]

## Campeonatos y logros
- Insane Championship Wrestling
  - ICW Tag Team Championship (1 vez)

- World Wrestling Entertainment
  - WWE Tag Team Championship (1 vez)[81]
  - WWE World Tag Team Championship (1 vez)

- Pro Wrestling Illustrated
  - Equipo del año (2007)[82]

- Wrestling Observer Newsletter
  - Situado en el Nº13 del WON Mejor pareja de la década - 2000–2009[83]